# کینبرگ
کینبرگ (به آلمانی: Kienberg, Bavaria) یک شهر در آلمان است که در بایرن واقع شده‌است.

## خصوصیات
کینبرگ ۲۲٫۸۳ کیلومترمربع مساحت دارد ۵۵۸ متر بالاتر از سطح دریا واقع شده‌است.